# Stahlmann
Stahlmann é uma banda alemã de Neue Deutsche Härte formada em 2008 em Göttingen, Alemanha.

## História
Martin Soer, o vocalista da banda conheceu o guitarrista Alexander Scharfe, e eles descobriram que gostavam do mesmo estilo musical, no caso o NDH. Mais tarde naquele ano, eles formaram o Stahlmann e começou a escrever suas próprias músicas.
Após isso, conheceram Tobias "Tobi" Berkefeld, que também é guitarrista. Para tocar ao vivo eles convidaram um terceiro guitarrista e um baterista. Depois de ter todos os membros na banda, eles pensaram em fazer sua primeira apresentação ao vivo.
Até este momento, a banda ainda não tinha nome. A ideia surgiu quando eles estavam em um churrasco. "Na verdade, estavamos sentados de frente para o Alex e assando carne e eu apenas pensava: 'Ok, o nome deve ser algo que nos represente' e então surgiu." Disse Martin, o vocalista, em uma entrevista.
O conceito da banda se formou e pra representar, todos os membros se pintavam de prata, usavam roupas pretas e usavam luzes pesadas.
Em 2009, seu lançamento de estreia foi o EP "Herzschlag", que ficou entre os vinte melhores nas paradas alternativas da Alemanha e permaneceu lá por quatro semanas. Graças a isso, eles chamaram a atenção de outros grupos que convidaram para suas turnês, como o In Extremo, Doro e Saltatio Mortis. Eles também abriram os shows para o Eisbrecher e encontrou sua maior audiência na sua cidade natal, Göttingen.
Em 2010, o Stahlmann saiu em turnê que foi organizada pela revista Zillo. Especializada na cobertura da cena musical alternativa alemã.
No estado de euforia pelos eventos que estavam acontecendo, o grupo começou a trabalhar em seu álbum de estréia, que foi produzido no estilo do Metal Industrial. Mais tarde naquele ano, o baterista O-Lee (ex-Die Schröders) e o baixista Dirk Fire-Abend (ex-Engelhai) se juntaram à banda.
Em 3 de setembro de 2010, eles lançaram seu primeiro single, Hass Mich..Lieb Mich. E em 17 de setembro, seu primeiro álbum "Stahlmann", foi lançado. Nele existe riffs pesados, um estilo eletrônico juntamente com a voz explosiva do Martin. Este álbum atraiu a atenção que a banda necessitava para iniciar sua carreira.
Por ser um grupo jovem, o Stahlmann se apresentou com muito sucesso e confiança na Alemanha e atraiu inúmeros fãs rapidamente.
Por razões pessoais, Alex deixou a banda em 2011, porém ele ocasionalmente se apresenta ao vivo com a banda. Mais tarde ainda em 2011, o baixista Ablation (AblaZ) entra para o grupo. Também se apresentam ao vivo os guitarristas Sid Armageddon, Mathis Müller, Nicklas Kaalam (Niklas Kahl) e Dimitrios Gatsios.
Mesmo com sua agenda lotada, em 2011 a banda lança dois singles, Tanzmaschine e Stahlwittchen. O primeiro era material preparado para o segundo álbum "Quecksilber", que foi lançado em 20 de janeiro de 2012.
Alguns críticos dizem que o segundo álbum é mais melódico com uma larga presença de sons eletrônicos e que não foi original. Mas isso não desanimaram os membros da banda. Martin diz não se importar com o que as pessoas acham sobre a sua música e que isso não irá mudar apenas por que algumas pessoas acham que eles são "parecidos" com Rammstein ou Megaherz.
No início de 2012 eles lançaram outro single, "Spring nicht", e na metade de 2012 foi anunciado que a banda estava no estúdio gravando seu novo álbum. "Adamant", foi lançado em 19 de abril de 2013, o primeiro single deste álbum foi Süchtig, lançado em 1 de março de 2013 e em 5 de abril o segundo single Schwarz foi lançado. O videoclipe de Schwarz conta com a participação de Teufel do Tanzwut.
Depois de canções mais calmas sobraram das produções anteriores e que não se encaixam na ao estilo da banda, Martin decidiu iniciar um projeto paralelo chamado Sündenklang juntamente com Neill Freiwald. AblaZ e Kahl também se juntaram à banda eletro-gótica, que lançou o álbum Tränenreich no início de 2014. Quando Berkefeld deixou o Stahlmann no outono de 2013 por motivos profissionais, seu cargo foi assumido por Freiwald, de modo que ambas as bandas foram a partir de então na mesma formação.
Em 18 de novembro de 2014, Freiwald anunciou que estava encerrando sua cooperação com as bandas Stahlmann e Sündenklang devido a limitações de tempo.
Em 07 de fevereiro de 2015, o baterista Niklas Kahl deixou a banda, ele disse que poderia estar "cada vez menos se identificando com a banda". Juntamente com Freiwald, fundaram em um novo projeto chamado Erdling.
Em 28 de agosto de 2015, o quarto álbum da banda, "CO2", foi lançado. Desse álbum, apenas o single "Plasma" foi lançado.
No Festival Rockharz de 2015, Johannes (Duese) Thon, da banda Das Ich, fez sua estréia como tecladista ao vivo e acompanhou o Stahlmann em vários shows. No início de 2016, a banda aparecia novamente sem tecladista ao vivo. Em novembro de 2017, Max e Frank anunciaram que desistiriam do projeto devido a restrições de tempo. Enquanto Frank trabalha com seu novo projeto, Schattenmann desde 2016, Max cria seu próprio projeto.
Em 16 de junho de 2017 a banda lança o quinto álbum, "Bastard". O single "Bastard/Nichts Spricht Wahre Liebe Frei" é o único a ser lançado deste álbum.
E em 29 de março de 2019 a banda lança o sexto álbum, "Kinder der Sehnsucht". Os singles "Kinder der Sehnsucht", "Die Besten" e "Wahrheit oder Pflicht" são lançados anteriormente para promover o álbum. A canção "Die Besten" é em comemoração aos 10 anos da banda.

## Discografia
Álbuns
| Ano  | Título               | Data de Lançamento     | Formatos             |
| ---- | -------------------- | ---------------------- | -------------------- |
| 2010 | Stahlmann            | 17 de setembro de 2010 | CD, Download Digital |
| 2012 | Quecksilber          | 20 de janeiro de 2012  | CD, Download Digital |
| 2013 | Adamant              | 19 de abril de 2013    | CD, Download Digital |
| 2015 | CO2                  | 28 de agosto de 2015   | CD, Download Digital |
| 2017 | Bastard              | 16 de junho de 2017    | CD, Download Digital |
| 2019 | Kinder der Sehnsucht | 22 de março de 2019    | CD, Download Digital |
| 2021 | Quarz                | 10 de dezembro de 2021 | CD, Download Digital |

EP's
| Ano  | Título     | Formatos |
| ---- | ---------- | -------- |
| 2009 | Herzschlag | CD       |

Singles
| Ano  | Título                                  | Formatos             | Álbum                |
| ---- | --------------------------------------- | -------------------- | -------------------- |
| 2010 | Hass Mich..Lieb Mich                    | CD, Download Digital | Stahlmann            |
| 2011 | Stahlwittchen                           | CD, Download Digital | Stahlmann            |
| 2011 | Tanzmaschine                            | CD, Download Digital | Quecksilber          |
| 2011 | Spring nicht                            | CD, Download Digital | Quecksilber          |
| 2012 | Die Welt verbrennt                      | Download Digital     | Adamant              |
| 2013 | Süchtig                                 | CD                   | Adamant              |
| 2013 | Schwarz                                 | CD                   | Adamant              |
| 2015 | Plasma                                  | CD                   | CO²                  |
| 2017 | Bastard/Nichts spricht wahre Liebe frei | CD                   | Bastard              |
| 2019 | Kinder der Sehnsucht                    | Download Digital     | Kinder der Sehnsucht |
| 2019 | Die Besten                              | Download Digital     | Kinder der Sehnsucht |
| 2019 | Wahrheit oder Pflicht                   | Download Digital     | Kinder der Sehnsucht |
| 2020 | Sünder                                  | Download Digital     | Quarz                |
| 2021 | Gottmaschine                            | Download Digital     | Quarz                |
| 2021 | Krähen der Nacht                        | Download Digital     | Quarz                |
| 2021 | Wollust                                 | Download Digital     | Quarz                |

## Videografia
- 2010: Hass mich..Lieb mich
- 2011: Stahlwittchen
- 2011: Tanzmaschine
- 2012: Spring nicht (Direção: Christian Beer, Martin Soer)
- 2013: Schwarz (Part. Teufel do Tanzwut) (Direção: Rainer "Zipp" Fränzen)
- 2015: Plasma (Direção: Rainer "Zipp" Fränzen)
- 2017: Nichts spricht wahre Liebe frei (Direção: Patric Ullaeus)
- 2017: Bastard (Direção: Tim Gralke/Vest Film)
- 2019: Kinder der Sehnsucht (Direção: Martin Müller)
- 2019: Die Besten (Direção: Martin Müller)
- 2020: Sünder (Direção: Hard Media)